# U.S. National Championships 1898
Gli U.S. National Championships 1898 (conosciuti oggi come US Open) sono stati la 18ª edizione degli U.S. National Championships e terza prova stagionale dello Slam per il 1898. I tornei maschili si sono disputati al Newport Casino di Newport, quelli femminili e il doppio misto al Philadelphia Cricket Club di Filadelfia, negli Stati Uniti.
Il singolare maschile è stato vinto dallo statunitense Malcolm Whitman, che si è imposto sul connazionale Dwight Davis in quattro set col punteggio di 3–6, 6–2, 6–2, 6–1. Il singolare femminile è stato vinto dalla statunitense Juliette Atkinson, che ha battuto in finale in cinque set la connazionale Marion Jones. Nel doppio maschile si sono imposti Leo Ware e Gordon Sheldon. Nel doppio femminile hanno trionfato Juliette Atkinson e Kathleen Atkinson. Nel doppio misto la vittoria è andata a Carrie Neely, in coppia con Edwin Fisher.

## Seniors

### Singolare maschile
Malcolm Whitman ha battuto in finale  Dwight F. Davis con il punteggio di 3–6, 6–2, 6–2, 6–1.

### Singolare femminile
Juliette Atkinson ha battuto in finale  Marion Jones con il punteggio di 6–3, 5–7, 6–4, 2–6, 7–5.

### Doppio maschile
Leo Ware /  Gordon Sheldon hanno battuto in finale  Holcombe Ward /  Dwight Davis con il punteggio di 1–6, 7–5, 6–4, 4–6, 7–5.

### Doppio femminile
Juliette Atkinson /  Kathleen Atkinson hanno battuto in finale  Marie Wimer /  Carrie Neely con il punteggio di 6–1, 2–6, 4–6, 6–1.

### Doppio misto
Carrie Neely /  Edwin Fisher hanno battuto in finale  Helen Chapman /  J. A. Hill con il punteggio di 6–2, 6–4, 8–6.